# Шездесет седма изложба УЛУС-а (1982)
Шездесет седма изложба УЛУС-а (1982) је трајала од 7. до 24. маја 1982. године. Одржана је у галеријском простору Удружења ликовних уметника Србије односно у Уметничком павиљону "Цвијета Зузорић" , у Београду. Такође, изложба се одржава и у Нишу, у Галерији савремене ликовне уметности "Ниш", у Прокупљу, у Народном музеју "Топлице" и у Краљеву, у Народном музеју.

## Награде
На овој изложби су додељене следеће награде:
- Златна палета - Велизар Крстић
- Златна игла - Игор Дагичевић
- Златно длето - Мирољуб Стаменковић

## Излагачи

### Сликарство
1. Крста Андрејевић
2. Милун Анђелковић
3. Мирјана Анђелковић
4. Мирослав Анђелковић
5. Даница Антић
6. Мрђан Бајић
7. Чедомир Бајић
8. Бојана Бан Ђорђевић
9. Веселин Бањевић
10. Бошко Бекрић
11. Жељко Бјелица
12. Мирослав Благојевић
13. Љиљана Блажеска
14. Драган Богичић
15. Анђелка Бојовић
16. Симо Брдар
17. Соња Бриски
18. Љиљана Бурсаћ
19. Јармила Вешовић
20. Бошко Вукашиновић
21. Матија Вучићевић
22. Шемса Гавранкапетановић
23. Горан Гвардиол
24. Милош Гвозденовић
25. Оливера Грбић
26. Вјера Дамњановић
27. Евгениа Демниевска
28. Драган Добрић
29. Драго Дошен
30. Миодраг Драгутиновић
31. Ђорђе Ђорђевић
32. Момчило Ђорђевић
33. Стојанка Ђорђић
34. Слободан Ђуричковић
35. Татјана Ђуричковић Јерот
36. Радивоје Ђуровић
37. Миленко Жарковић
38. Светлана Златић
39. Дејан Илић
40. Владимир Јанковић
41. Драгољуб Јелесијевић
42. Душан Јовановић
43. Оливера Јовановић
44. Драгана Јовчић
45. Божидар Каматовић
46. Драгослав Кнежевић
47. Дијана Кожовић
48. Милутин Копања
49. Емир Крајишник
50. Клара Криштовац
51. Велизар Крстић
52. Јован Кукић
53. Грујица Лазаревић
54. Радмила Лазаревић
55. Бранка Марић
56. Војислав Марковић
57. Мома Марковић
58. Надежда Марковић
59. Гриша Масникоса
60. Душан Матић
61. Вукосава Мијатовић Теофановић
62. Периша Милић
63. Драган Милошевић
64. Младен Мирић
65. Славољуб Мирковић
66. Милун Митровић
67. Младен Мићуновић
68. Душан Мишковић
69. Фрањо Мраз
70. Ева Мрђеновић
71. Зоран Мујбеговић
72. Мирјана Николић Пећинар
73. Сава Николић
74. Слободан Нојић
75. Лепосава Ст. Павловић
76. Славиша Панић
77. Миодраг Петровић
78. Данка Петровска
79. Божидар Плазинић
80. Тамара Поповић Новаковић
81. Владимир Попин
82. Божидар Продановић
83. Мирослав Пршендић
84. Љубица Радовић
85. Невенка Рајковић
86. Зоран Рајковић
87. Кемал Рамујкић
88. Слободанка Ракић
89. Даница Ракиџић Баста
90. Александар Рафајловић
91. Владимир Рашић
92. Гордана Ристић
93. Слободан Роксандић
94. Оливера Савић
95. Рада Селаковић
96. Федор Соретић
97. Марија Станарчевић
98. Тодор Стевановић
99. Слободан Стефановић
100. Жарко Стефанчић
101. Мирослав Стојановић
102. Владан Суботић
103. Слободан Трајковић
104. Бранко Цветковић
105. Предраг Цветковић
106. Сања Цигарчић
107. Сабахадин Хоџић
108. Титко Чаће
109. Божидар Чогурић
110. Томислав Шеберковић
111. Босиљка Шипка
112. Марина Шрајбер

### Вајарство
1. Бошко Атанацковић
2. Божидар Бабић
3. Миливоје Бабовић
4. Милан Бесарабић
5. Никола Вукосављевић
6. Венија Вучинић Турински
7. Драган Димитријевић
8. Стеван Дукић
9. Светислав Здравковић
10. Љубица Вујисић Злоковић
11. Милорад Иветић
12. Драгослав Марковић
13. Душан Марковић
14. Звонко Новаковић
15. Драгиша Обрадовић
16. Павле Пејовић
17. Владислав Петровић
18. Мице Попчев
19. Ставрос Попчев
20. Драган Раденовић
21. Дринка Радовановић
22. Балша Рајчевић
23. Слободан Савић
24. Драган Славић
25. Мирољуб Стаменковић
26. Војин Стојић
27. Милорад Ступовски
28. Душан Суботић
29. Томислав Тодоровић
30. Јосиф Хрдличка
31. Иван Фелкер

### Графика и цртеж
1. Миодраг Анђелковић
2. Жарко Бјелица
3. Борут Вилд
4. Биљана Вуковић
5. Душан Гавела
6. Александар Гајић
7. Миле Гвозданић
8. Миливој Грујић Елим
9. Драган Димић
10. Игор Драгићевић
11. Предраг Драговић
12. Душан Ђокић
13. Љубиша Ђурић
14. Милан Жунић
15. Весна Зламалик
16. Љубинка Ивезић
17. Небојша Јехличка
18. Слободан Јовић
19. Бранимир Карановић
20. Емило Костић
21. Гордана Крсмановић Коцић
22. Драгиша Крстић
23. Слободан Манојловић
24. Зоран Марјановић
25. Бранислав Марковић
26. Предраг Марковић
27. Милан Мартиновић
28. Даница Масниковић
29. Велимир Матејић
30. Зоран Миладиновић
31. Владан Мицић
32. Слободан Михаиловић
33. Мирко Најдановић
34. Синиша Пајић
35. Слободан Поповић
36. Ставрос Попчев
37. Видоје Романдић
38. Милан Сташевић
39. Радмила Степановић
40. Љиљана Стојановић
41. Трајко Стојановић Косовац
42. Невенка Стојсављевић
43. Слободанка Ступар
44. Зорица Тасић
45. Станка Тодоровић
46. Милан Томић
47. Растко Ћирић
48. Радован Хиршл
49. Драган Цоха
50. Златана Чок